# Benigno Ferrera
Benigno Giuseppe Ferrera (Formazza, 30 giugno 1893 – Formazza, 24 novembre 1988) è stato un fondista italiano.

## Biografia
Nato nel 1893 a Formazza, in Piemonte, a 30 anni partecipò ai primi Giochi olimpici invernali, quelli di Chamonix-Mont-Blanc 1924, chiudendo 13º nella 50 km con il tempo di 4h45'29".
Ai campionati italiani vinse un oro nel 1915 e un bronzo nel 1922 nella 18 km.
Morì nel 1988, a 95 anni.